# Ермосильо
Ермосильо (на испански: Hermosillo) е столицата на северозападния щат Сонора в Мексико. Намира се в централната част на щата и е с население от 784 342 жители (2010). Климатът в града е горещ и сух, температурите често надхвърлят 40 °C през лятото. 114 компании имат заводи в града. Най-важният индустриален сектор е автомобилостроенето, основите на който са положени през 1980-те, когато Ford Motor Company построява завода Hermosillo Stamping & Assembly Plant.

## Побратимени градове
- Финикс (Аризона, САЩ)
- Ървайн (Калифорния, САЩ)